# Ошляни
Ошляни или Осляни (на гръцки: Αγία Φωτεινή, Агия Фотини, до 1926 година  Όσλιανη, Осляни) е село в Република Гърция, в дем Воден, област Централна Македония.

## География
Селото се намира на около 13 km югозападно от град Воден (Едеса), на 660 m надморска височина в североизточното подножие на планината Каракамен (Вермио).

## История

### В Османската империя
В обобщен списък на джизието на немюсюлманите от вилаета Водане за 1619-1620 година Ошляни е отбелязано като село с 29 ханета (домакинства).
Към края на XVII век Ошляни има 80 семейства. Според гръцки източници селото говори „славомакедонски“.
Селото участва в Негушкото въстание в 1822 година и при потушаването му пострадва силно. В края на XIX век Ошляни е чисто българско село във Воденска каза на Османската империя. В „Етнография на вилаетите Адрианопол, Монастир и Салоника“, издадена в Константинопол в 1878 година и отразяваща статистиката на населението от 1873 година, Ослене (Osléné) е посочено като село във Воденска каза с 30 къщи и 137 жители българи. Според статистиката на Васил Кънчов („Македония. Етнография и статистика“) в 1900 година в Ошляни (Ослянъ) живеят 50 жители българи.
Цялото население на селото е под върховенството на Цариградската патриаршия. По данни на секретаря на Българската екзархия Димитър Мишев („La Macédoine et sa Population Chrétienne“) в 1905 година в Омляни (Omliani) има 120 българи патриаршисти гъркомани.

### В Гърция
През Балканската война в селото влизат гръцки войски, а след Междусъюзническата война в 1913 година Ошляни остава в Гърция. В 1913 година Панайотис Деказос, отговарящ за земеделието при Македонското губернаторство, споменава Ошляни (Όσλιανη) като село населено със „славяногласни елини“.
Боривое Милоевич пише в 1921 година („Южна Македония“), че Ошлян (Ошљан) има 15 къщи славяни християни.
В 1926 година селото е прекръстено на Агия Фотини.
През Втората световна война в селото е формирана чета на българската паравоенна организация Охрана.
Селото пострадва от Гражданската война (1946 - 1949).
Ошлянци традиционно са дърводелци и предприемачи, а се занимават и с земеделие и скотовъдство.
| Година    | 1913 | 1920 | 1928 | 1940 | 1951 | 1961 | 1971 | 1981 | 1991 | 2001 | 2011 | 2021 |
| --------- | ---- | ---- | ---- | ---- | ---- | ---- | ---- | ---- | ---- | ---- | ---- | ---- |
| Население | 119  | 94   | 107  | 186  | 173  | 230  | 354  | 266  | 302  | 209  | 261  | 241  |

## Личности
Родени в Ошляни
- Кара Мице, революционер от български произход, участник в гръцката война за независимост[13]
- Лазо Ошлинецо, български революционер, воденски войвода на ВМОРО, роден най-вероятно в Ошляни.[14][15]
- Сотир Ташов, български революционер от ВМОРО, четник на Никола Иванов[16]